# Dragsfjärd
Dragsfjärd è stato un comune finlandese di 3 364 abitanti, situato nella regione del Varsinais-Suomi. Il comune era a maggioranza di lingua svedese (76%). Dragsfjärd è confluito nel 2009 nel nuovo comune di Kimitoön.